# Canthon melancholicus
Canthon melancholicus är en skalbaggsart som beskrevs av Edgar von Harold 1868. Canthon melancholicus ingår i släktet Canthon och familjen bladhorningar. Inga underarter finns listade.